# Morti nel 1723
| Questa pagina contiene informazioni ricavate automaticamente dalle voci biografiche con l'ausilio del template Bio e di un bot. L'aggiornamento è periodico e automatico e ricostruisce completamente la pagina. Se manca una persona in questa lista, sei pregato di non aggiungerla, ma accertati piuttosto che la sua voce biografica contenga il template Bio e che i dati anagrafici siano correttamente compilati. Se il template Bio manca, inseriscilo tu stesso o, in alternativa, metti l'avviso {{tmp\|Bio}} che ne segnala la mancanza. Se i dati riportati sono sbagliati, correggi direttamente la voce biografica; le modifiche saranno visibili in questa lista entro pochi giorni. Per chiarimenti vedi il progetto biografie. La lista contiene solo le 100 persone che sono citate nell'enciclopedia e per le quali è stato implementato correttamente il template Bio. Pagina aggiornata al 10 ago 2025. |

## Gennaio(4)
- 7 gennaio - Guglielmo Federico di Brandeburgo-Ansbach, nobile (n. 1686)
- 14 gennaio - Carlo Enrico di Lorena, principe francese (n. 1649)
- 22 gennaio - Arcangelo Guglielmelli, architetto, ingegnere e pittore italiano (n. 1648)
- 28 gennaio - James Stuart, II conte di Bute, nobile scozzese (n. 1696)

## Febbraio(11)
- 2 febbraio - Antonio Maria Valsalva, medico, anatomista e chirurgo italiano (n. 1666)
- 3 febbraio - James Littleton, militare e politico inglese (n. 1668)
- 7 febbraio - Isabella FitzRoy, duchessa di Grafton, nobile inglese (n. 1668)
- 7 febbraio - Carlo Francesco Pollarolo, compositore e organista italiano
- 11 febbraio - Ferdinando II Gonzaga, nobile italiano (n. 1648)
- 11 febbraio - Enrico Merengo, scultore tedesco
- 19 febbraio - Cristina Adelaide Pallavicino, nobildonna italiana (n. 1652)
- 23 febbraio - Jean Papillon il Giovane, incisore e disegnatore francese (n. 1661)
- 23 febbraio - Anna del Palatinato, principessa (n. 1648)
- 25 febbraio - Christopher Wren, architetto, fisico e matematico inglese (n. 1632)
- 26 febbraio - Thomas D'Urfey, drammaturgo e poeta britannico (n. 1653)

## Marzo(6)
- 12 marzo - Anna Cristina di Sulzbach, principessa francese (n. 1704)
- 15 marzo - Niccolò Placido II Branciforte, nobile e politico italiano (n. 1651)
- 15 marzo - Johann Christian Günther, poeta tedesco (n. 1695)
- 16 marzo - Ya'arab bin Bel'arab, sovrano omanita
- 27 marzo - Constantyn Netscher, pittore olandese (n. 1668)
- 31 marzo - Edward Hyde, III conte di Clarendon, nobile e politico britannico (n. 1661)

## Aprile(8)
- 4 aprile - Federica Enrichetta di Anhalt-Bernburg, nobile (n. 1702)
- 4 aprile - François Aimé Pouget, religioso e teologo francese (n. 1666)
- 5 aprile - Johann Bernhard Fischer von Erlach, architetto austriaco (n. 1656)
- 5 aprile - Andrea Porta, pittore italiano (n. 1656)
- 10 aprile - Leopold Schlik zu Bassano und Weißkirchen, generale, diplomatico e nobile boemo (n. 1663)
- 10 aprile - Claude-Frédéric t'Serclaes van Tilly, generale olandese (n. 1648)
- 24 aprile - Elizabeth Stanhope, nobildonna inglese (n. 1663)
- 29 aprile - Antonio Gaspari, architetto italiano (n. 1656)

## Maggio(9)
- 1º maggio - Jacques-Louis de Beringhen, nobile, militare e politico francese (n. 1651)
- 2 maggio - Cristoforo di Baden-Durlach, principe tedesco (n. 1684)
- 10 maggio - Abraham Genoels II, pittore e incisore fiammingo (n. 1640)
- 11 maggio - Jean Galbert de Campistron, drammaturgo francese (n. 1656)
- 11 maggio - René Charpentier, scultore francese (n. 1680)
- 12 maggio - Johannes Voorhout, pittore olandese (n. 1647)
- 23 maggio - Jean-François Salgues de Valdéries de Lescure, vescovo cattolico francese (n. 1644)
- 25 maggio - Romolo Spezioli, medico italiano (n. 1642)
- 27 maggio - Charles Lennox, I duca di Richmond, nobile inglese (n. 1672)

## Giugno(4)
- 3 giugno - Filippo Maria Casoni, storico italiano (n. 1662)
- 4 giugno - Leopoldo Clemente di Lorena, principe (n. 1707)
- 7 giugno - Dorotea Sofia d'Assia-Darmstadt, nobile (n. 1689)
- 22 giugno - George Delaval, ammiraglio, politico e diplomatico britannico

## Luglio(8)
- 3 luglio - Lucio della Torre, nobile italiano (n. 1695)
- 4 luglio - Claude Fleury, storico, religioso e avvocato francese (n. 1640)
- 4 luglio - Gregor Schwenzengast, scultore austriaco (n. 1646)
- 18 luglio - Francesco Maria Tansi, vescovo cattolico italiano (n. 1668)
- 20 luglio - Maria Teresa di Monaco, principessa monegasca (n. 1650)
- 22 luglio - Costantino Ladislao Sobieski, nobile polacco (n. 1680)
- 26 luglio - Robert Bertie, I duca di Ancaster e Kesteven, nobile e militare britannico (n. 1660)
- 28 luglio - Mariana Alcoforado, monaca cristiana portoghese (n. 1640)

## Agosto(5)
- 10 agosto - Guillaume Dubois, cardinale e arcivescovo cattolico francese (n. 1656)
- 21 agosto - Dimitrie Cantemir, letterato, storico e filosofo romeno (n. 1673)
- 23 agosto - Increase Mather, pastore protestante e scrittore inglese (n. 1639)
- 27 agosto - Antoni van Leeuwenhoek, ottico e naturalista olandese (n. 1632)
- 27 agosto - Antonio Zacco, militare italiano (n. 1654)

## Settembre(4)
- 15 settembre - Francesco Pio di Savoia, nobile, politico e militare spagnolo (n. 1672)
- 23 settembre - William Babell, musicista e compositore inglese
- 23 settembre - Domenico Antonio Mele, poeta, librettista e medico italiano (n. 1647)
- 29 settembre - Rachel Wriothesley, nobildonna inglese (n. 1636)

## Ottobre(5)
- 1º ottobre - Frédéric Maurice Casimir de La Tour d'Auvergne, nobile francese (n. 1702)
- 13 ottobre - Praskov'ja Fëdorovna Saltykova, nobile russa (n. 1664)
- 16 ottobre - Giovan Battista Contini, architetto italiano (n. 1642)
- 19 ottobre - Godfrey Kneller, artista e pittore tedesco (n. 1646)
- 31 ottobre - Cosimo III de' Medici, sovrano italiano (n. 1642)

## Novembre(6)
- 3 novembre - Domenico Bernini, storico e biografo italiano (n. 1657)
- 11 novembre - Ludovico Gregorini, architetto e ingegnere italiano
- 12 novembre - Giuseppe Clemente di Baviera, arcivescovo cattolico tedesco (n. 1671)
- 19 novembre - Antoine Nompar de Caumont, nobile e generale francese (n. 1632)
- 23 novembre - Paolo Vallaresso, vescovo cattolico italiano (n. 1660)
- 27 novembre - Filippo Ernesto I di Lippe-Alverdissen, nobile tedesco (n. 1659)

## Dicembre(7)
- 1º dicembre - Susanna Centlivre, drammaturga e attrice teatrale britannica (n. 1667)
- 2 dicembre - Filippo II di Borbone-Orléans, nobile, politico e generale francese (n. 1674)
- 6 dicembre - Carlo Luigi di Nassau-Saarbrücken, nobile tedesco (n. 1665)
- 7 dicembre - Jan Blažej Santini-Aichel, architetto ceco (n. 1677)
- 13 dicembre - Alexander Selkirk, corsaro britannico (n. 1676)
- 14 dicembre - Carlo Francesco Giocoli, vescovo cattolico italiano (n. 1664)
- 20 dicembre - Augustus Quirinus Rivinus, medico e botanico tedesco (n. 1652)

## Senza giorno specificato(23)
- Beata Elisabet von Königsmarck, nobildonna svedese (n. 1637)
- Filippo Bentivoglio, nobile italiano
- Joseph Bingham, storico britannico (n. 1668)
- François de Camps, presbitero, numismatico e antiquario francese (n. 1643)
- Michel III Danican Philidor, compositore francese (n. 1683)
- Abraham Davel, patriota svizzero (n. 1670)
- Giovanni Battista Ghirardini, pittore italiano (n. 1655)
- Carlo Antonio Grue, ceramista italiano (n. 1655)
- Francesco Invrea, doge italiano (n. 1641)
- John Johnson, militare britannico
- María Justa de Jesús, religiosa e mistica spagnola (n. 1667)
- Maria Caterina Locatelli, pittrice italiana
- Gaetano Martoriello, pittore italiano (n. 1673)
- Angelo Massarotti, pittore italiano (n. 1653)
- Kirill Alekseevič Naryškin, politico russo (n. 1670)
- Constantine Phipps, giudice irlandese (n. 1656)
- Lucantonio Porzio, medico italiano (n. 1639)
- Archibald Primrose, I conte di Rosebery, nobile e politico scozzese (n. 1664)
- Jean Péru, architetto francese (n. 1650)
- Samuele di Alessandria, arcivescovo ortodosso greco (n. 1661)
- Eleonora Barbara di Thun-Hohenstein, principessa austriaca (n. 1661)
- Xiao Gong Ren, imperatrice e principessa cinese (n. 1660)
- Zanabazar, monaco buddhista e scultore mongolo (n. 1635)